# Scissor macrocephalus
Scissor macrocephalus är en fiskart som beskrevs av Günther, 1864. Scissor macrocephalus ingår i släktet Scissor och familjen Characidae. Inga underarter finns listade i Catalogue of Life.